# Wapen van Sint Geertruid

Het wapen van Sint Geertruid

Het wapen van Sint Geertruid werd op 11 februari 1964 per Koninklijk Besluit aan de Nederlands Limburgse gemeente Sint Geertruid toegekend. Het wapen is sprekend bedoeld; de muizen en de kromstaf zijn de attributen van Sint Geertruid. De bijl onder de attributen is een verwijzing naar de archeologische vondsten in de gemeente. De gemeente is in 1982 opgegaan in de gemeente Margraten, waardoor het wapen niet langer in gebruik is.

## Blazoenering
De blazoenering van het wapen van Sint Geertruid luidde als volgt:
In keel een schuinlinks geplaatste kromstaf, waartegen drie muizen achter elkander opklimmen, alles van goud, in de schildvoet vergezeld van een vuurstenen bijl van zilver. Het schild gedekt door een gouden kroon van drie bladeren en twee paarlen.
Het wapen is rood van kleur met daarop een schuin (van heraldisch rechtsonder naar heraldisch linksboven) geplaatste bisschopsstaf waarop drie muizen achter elkaar staan. De muizen en de kromstaf zijn goud van kleur. Onder het geheel een zilveren vuurstenen bijl. Op het wapen een gravenkroon.
Ambt Montfort
· Amby
· Amstenrade
· Arcen en Velden
· Baexem
· Beegden
· Beek
· Belfeld
· Bemelen
· Berg en Terblijt
· Bingelrade
· Bocholtz
· Borgharen
· Born
· Broekhuizen
· Broeksittard 
· Buggenum
· Bunde
· Cadier en Keer
· Echt 
· Eijsden
· Elsloo
· Eygelshoven
· Geleen
· Gennep
· Geulle
· Grathem
· Grevenbicht
· Gronsveld
· Grubbenvorst
· Gulpen 
· Haelen
· Heel
· Heel en Panheel
· Heer
· Helden
· Herten
· Heythuysen
· Hoensbroek
· Horn
· Horst
· Houthem
· Hulsberg
· Hunsel
· Itteren
· Jabeek
· Kessel
· Klimmen
· Limbricht
· Linne
· Maasbracht
· Maasbree
· Maasniel
· Margraten
· Meerlo
· Meerlo-Wanssum
· Meerssen
· Meijel
· Melick en Herkenbosch
· Merkelbeek
· Mheer
· Montfort
· Munstergeleen
· Neer
· Neeritter
· Nieuwenhagen
· Nieuwstadt
· Noorbeek
· Nuth
· Onderbanken
· Obbicht en Papenhoven
· Ohé en Laak
· Oirsbeek
· Ottersum
· Oud-Valkenburg
· Oud-Vroenhoven
· Posterholt
· Roggel
· Roggel en Neer
· Roosteren
· Schaesberg
· Schimmert
· Schinnen
· Schinveld
· Sevenum
· Simpelveld
· Sint Geertruid
· Sint Odiliënberg
· Sint Pieter
· Sittard
· Slenaken
· Spaubeek
· Stramproy
· Stevensweert
· Susteren
· Swalmen
· Tegelen
· Thorn
· Ubach over Worms
· Ulestraten
· Urmond
· Valkenburg
· Vlodrop
· Wanssum
· Wessem
· Wijlre
· Wijnandsrade
· Wittem